# Günzach
Günzach è un comune tedesco di 1 492 abitanti, situato nel land della Baviera e bagnato dal fiume Günz.